# Palisade (Kolorado)
Palisade – miasto w Stanach Zjednoczonych, w stanie Kolorado, w hrabstwie Mesa.